# 愛知県立工業専門学校 (旧制)
| 愛知県立工業専門学校 （愛工専） | 愛知県立工業専門学校 （愛工専） |
| ------------------------------- | ------------------------------- |
| 創立                            | 1943年                          |
| 所在地                          | 名古屋市                        |
| 初代校長                        | 造賀常一                        |
| 廃止                            | 1951年                          |
| 後身校                          | 名古屋工業大学                  |
| 同窓会                          | 名古屋工業会                    |

愛知県立工業専門学校（あいちけんりつこうぎょうせんもんがっこう） は、1943年（昭和18年） に設立された公立の旧制専門学校。創立時の名称は 「愛知県立高等工業学校」（略称： 愛高工）。

## 概要
第二次世界大戦下における工業技術者確保のために、国策に合わせて増設された高等工業学校（高工）の一つである。創立時は本科（修業年限3年）に機械科・電気科の 2科を設置した（後に金属工業科・土木科を増設）。設立翌年の1944年には愛知県立工業専門学校（略称： 愛工専）と改称された。
学制改革により、1949年に官立名古屋工業専門学校（名工専）と合併して新制国立名古屋工業大学となった。同窓会は 「社団法人 名古屋工業会」と称し、旧制（名工専・愛工専および附設校）・新制（名古屋工業大学）合同の会である。

## 沿革

### 愛知県立高等工業学校時代
- 1942年： 愛知県通常県会、県立高等工業学校設立の件を建議。
- 1943年2月： 県政調査会、高工設立を決定し文部省に設置認可を申請。
- 1943年2月16日： 専門学校令により愛知県立高等工業学校設置認可。
  - 本科（修業年限3年） に機械科・電気科を設置。
- 1943年6月1日： 仮校舎（中川工業学校） にて開校式挙行。
- 1944年4月： 本科に金属工業科を増設。

### 愛知県立工業専門学校時代
- 1944年6月2日： 愛知県立工業専門学校と改称。
- 1945年3月19日： 建設中の校舎、空襲で焼失。
- 1946年3月： 本科に土木科を増設。
- 1946年4月15日： 千種区の千種補給廠に移転。
- 1947年： 夏期休暇中に復興昇格運動。
  - 120万円の募金目標。
- 1948年6月1日： 開校記念式で県立単独での大学昇格を決定。
- 1948年6月24日： 愛知県の斡旋により、官立名古屋工専と合同での大学昇格へ。
- 1949年5月31日： 新制国立名古屋工業大学発足。
  - 旧制愛知県立工業専門学校は、官立名古屋工業専門学校と共に包括された。
  - 当初の設置学科： 土木工学科・建築学科・機械工学科・電気工学科・紡織学科・工業化学科・窯業工学科・金属工学科。
- 1951年3月31日： 旧制愛知県立工業専門学校、廃止。

## 歴代校長
- 校長事務取扱： 平田徳太郎（1943年2月 - 1943年9月）
- 初代： 造賀常一（1943年9月 - 1951年3月）

## 著名な出身者
- 城山三郎（小説家）

## 校地
愛知県立高等工業学校は当初、名古屋市中川区篠原町（現・中川区大畑町、市立長良中学校付近）にあった愛知県中川工業学校に併設された。建設中の新校舎は 1945年3月の空襲で焼失し、第二次世界大戦終戦後は藤田鉄工所講堂を借りて授業を再開した。1946年4月、千種補給廠（旧軍施設。千種区北千種町、現・北千種2丁目）の一角に移転した。千種校地は後身の新制名古屋工業大学に引き継がれ、千種分校となった（教養学科と金属工学科が所在）。
1952年3月、千種分校の一角に寄宿舎 「恒和寮」 が設置された（1965年3月、RC造で改築）。1958年4月、金属工学科が御器所の本校に統合移転し、一般教養課程も1967年10月に移転したことにより、1968年3月、千種分校は廃止された。千種分校閉鎖後に跡地は大部分が名古屋市立女子短期大学の校地となり、後の改編で現在では名古屋市立大学芸術工学部の敷地に。名古屋工業大学の施設としては学生寮（恒和寮）とグラウンドのみが残されている。

## 参考書籍
- 財界評論新社教育調査会校史編纂室（編） 『東海の邦のほまれに : 名古屋工業大学七十年史』 財界評論新社、1972年。
- 『名古屋工業大学八十年史』 名古屋工業大学創立八十周年記念事業会、1987年3月。